# Tình thầy trò

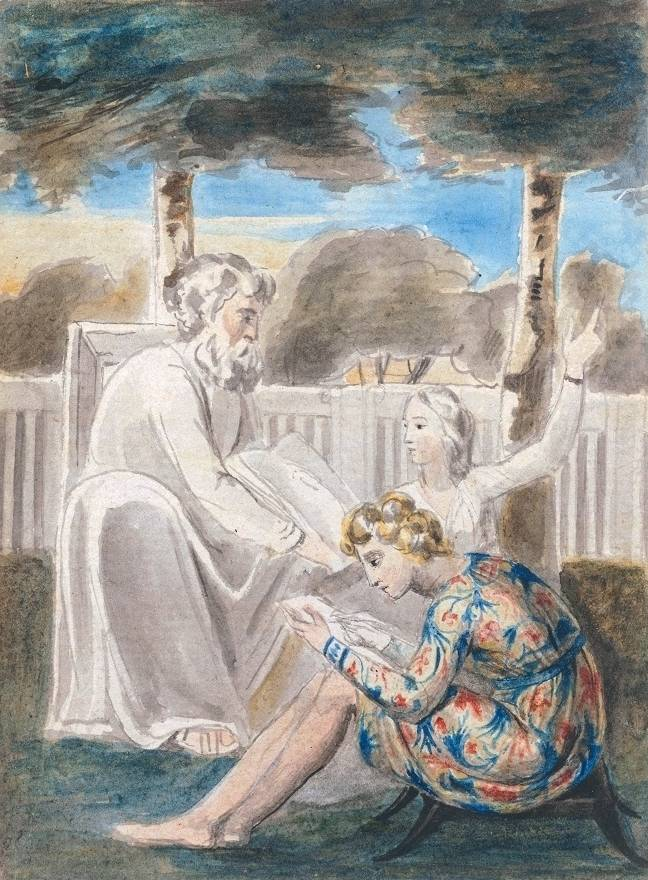
Tranh màu nước của William Blake có tên gọi "Age teaching youth" (Người già làm nghề gõ đầu trẻ), một sự khắc họa đầy tính lãng mạn về tình thầy trò. Blake đã mô tả mối quan hệ này trong nhiều tác phẩm của mình, trong đó phải kể đến những bức minh họa trong tập thơ Songs of Innocence. Bản gốc bức tranh hiện đang do bảo tàng Tate Britain nắm giữ.

Tình thầy trò hay tình cô trò là mối quan hệ mà trong đó một người giàu kinh nghiệm hơn hoặc am hiểu hơn dẫn dắt người có trình độ kém hơn. Người thầy có thể lớn tuổi hơn hoặc ít tuổi hơn học trò của mình, tuy nhiên họ phải nắm được chắc chắn về lĩnh vực chuyên môn. Đó là mối quan hệ cộng tác cùng học tập và phát triển giữa những người dày dặn kinh nghiệm và những ai muốn học hỏi thêm. Trải nghiệm thầy trò và cấu trúc mối quan hệ ảnh hưởng, tác động đến "lượng lớn chỗ dựa tinh thần, tư vấn sự nghiệp, làm hình mẫu và sự truyền đạt xảy ra trong các mối quan hệ thầy trò, cô trò giữa người được dạy bảo vỗ về và người thầy thông thái."